# باربی: پرنسس و ستاره پاپ
باربی: پرنسس و ستارهٔ پاپ (به انگلیسی: Barbie: The Princess & the Popstar) فیلم پویانمایی فانتزی موزیکال محصول سال ۲۰۱۲ به‌تهیه‌کنندگی رین‌میکر اینترتینمنت و منتشر شده از سوی سرگرمی خانگی یونیورسال پیکچرز می‌باشد.
این فیلم در ۱۱ سپتامبر سال ۲۰۱۲ بر روی دی‌وی‌دی و در ۱۶ نوامبر سال ۲۰۱۲ برای اولین‌بار در تلویزیون بر روی نیکلودئون به‌نمایش در آمد.

## جستارهای بسته
- فهرست فیلم‌های باربی